# Apogon unitaeniatus
Apogon unitaeniatus är en fiskart som beskrevs av Allen, 1995. Apogon unitaeniatus ingår i släktet Apogon och familjen Apogonidae. Inga underarter finns listade i Catalogue of Life.